# Denzel Ward
Denzel Ward (Macedonia, Ohio, 28 de abril de 1997) apodado The Warden, es un jugador profesional estadounidense de fútbol americano que se desempeña en la posición de cornerback en Cleveland Browns, equipo de la National Football League (NFL).

## Carrera
Fue seleccionado en la primera ronda en la Reunión Anual de Selección de Jugadores de la NFL de 2018. Hizo su debut profesional con el equipo Cleveland Browns, donde lleva jugando seis temporadas.